# Wallyson Ricardo Maciel Monteiro
Wallyson Ricardo Maciel Monteiro, genannt Wallyson, (* 17. Oktober 1988 in Macaíba) ist ein brasilianischer Fußballspieler.

## Karriere
Wallyson galt 2007 in der Série C beim ABC Natal als einer der Highlights. Mit seinen 16 Toren war er ein wesentlicher Faktor für den Aufstieg in die Série B. 2008 wechselte er zu Atletico Paranaense, hatte aber keinen guten Start in Curitiba. Zunächst fiel er lange wegen einer Schambeinentzündung aus und benötigte danach einige Zeit um die notwendige Fitness für die erste Mannschaft wieder aufzubauen. Der erste Erfolg stellte sich 2009 mit dem Gewinn der Staatsmeisterschaft von Paraná ein. Im Jahr 2010 fiel er wieder kurzzeitig wegen einer Gehirnerschütterung aus, die er sich in einem Spiel zuzog.
Am 29. Juli 2010 wurde der Spieler als Verstärkung beim Cruzeiro EC aus Belo Horizonte vorgestellt. Der Fußballdirektor Fonseca Dimas stellte dabei detailliert die Funktionsweise von Investoren vor, welche die Einstellung möglich gemacht haben. Der Spieler unterzeichnete einen Zwei-Jahres-Vertrag und der Verein wurde zu 30 Prozent an den wirtschaftlichen Rechten bei künftigen Verhandlungen beteiligt. Sein Debüt gab er am 22. August. Am 15. September erzielte er sein erstes Tor für das Team in der 4:2-Sieg über Guarani FC. Anfang 2011 sicherte Wallyson sich schnell seinen Platz in der Startelf. Auch in der Copa Libertadores 2011 erzielte er zwei Tore in den ersten beiden Spielen und schnell die Führung in der Torschützenliste. Zwar schied der Verein bereits im Achtelfinale aus. Wallyson war am Ende des Turniers, neben Roberto Nanni des Club Cerro Porteño bester Torschütze mit jeweils sieben Toren. Am 7. August 2011 erlitt Wallyson einen gebrochenen Knöchel beim Spiels zwischen Cruzeiro und dem SC Internacional. Er musste sich hierzu einer zweistündigen Operation unterziehen. Nach einem langen Genesungsprozess und Reha, kehrte der Stürmer in einem offiziellen Match im Jahr 2012, gegen die Guarani-MG. Im Dezember 2012 jedoch erhielt der Spieler die Freigabe sich zum Jahreswechsel einen neuen Verein zu suchen.
Am 11. Januar 2013 wurde er als neue Verstärkung vom FC São Paulo angekündigt. Vier Monate später, am 10. Mai 2013, wurde Wallyson suspendiert. Ursache waren seine schlechten Trainingsleistung. Daher hatte Wallyson nur wenige Chancen im Team von Ney Franco. Im Juli 2013 trat Wallyson bei dem Team vom EC Bahia aus Salvador da Bahia an mit einem Leihvertrag bis Ende des Jahres. Am 31. Juli machte er sein erstes Tor.
Zur Saison 2014 schloss sich eine weitere Leihe an. Am 22. Januar 2014 wechselte Wallyson zum Carioca-Team bis zum Ende des Jahres. Bei Botafogo gab er sein Debüt auf internationaler Klubebene. in der Copa Libertadores 2014 gegen Deportivo Quito, wo das Team von 1:0 im Hinspiel verlor, debütierte er. Im Rückspiel erzielte er drei Tore und sicherte Botafogo somit die Teilnahme an der Gruppenphase des Wettbewerbs.
Mit Ende der Saison endete die Leihe bei Botafogo und der Kontrakt mit São Paulo. Wallyson wechselte ablösefrei zum Coritiba FC. Gleich in der Folgesaison wechselte der Spieler erneut den Klub. Er unterzeichnete einen Vertrag beim Santa Cruz FC. Für die Saison 2017 erhielt Wallyson Angebote von seinem ehemaligen Klub ABC sowie vom Vila Nova FC. Er nahm das Angebot von Vila Nova an. Bereits im Folgejahr 2018 ging er dann zum ABC. Mit diesem konnte Wallyson 2018 die Staatsmeisterschaft von Rio Grande do Norte gewinnen. Nach Austragung des Wettbewerbs ging der Spieler als Leihe zum EC Vitória.
Zum Start in die Saison 2019 mit den Staatsmeisterschaften wurde Wallyson als Leihgabe am 1. Februar von Clube de Regatas Brasil angekündigt. Am 12. Februar gab der Klub bekannt, dass der Vertrag aufgrund der medizinischen Untersuchung nicht unterzeichnet wird. Ende Mai 2019 kündigte Wallyson den Kontrakt mit Maldonado und wechselte nunmehr fest zu ABC. Mitte Oktober 2019 verlängerte der Klub vorzeitig den Vertrag mit ihm bis Ende der Série D 2020. Nach weiteren Verlängerungen verließ der Spieler den Klub den des Jahres 2022. Für die Saison 2023 erhielt er eine Vertragsverlängerung.

## Erfolge
ABC
- Staatsmeisterschaft von Rio Grande do Norte: 2007, 2018, 2020, 2022
- Copa Cidade de Natal: 2018, 2020
- Staatspokal von Rio Grande do Norte: 2018, 2020

Atletico Paranaense
- Staatsmeisterschaft von Paraná: 2009

Cruzeiro
- Staatsmeisterschaft von Minas Gerais: 2011

Santa Cruz
- Staatsmeisterschaft von Pernambuco: 2016
- Copa do Nordeste: 2016

## Auszeichnungen
- Torschützenkönig Campeonato Potiguar: 2007
- Torschützenkönig Copa Libertadores: 2011